# Enoplognatha diodonta
Enoplognatha diodonta es una especie de araña araneomorfa del género Enoplognatha, familia Theridiidae. Fue descrita científicamente por Zhu & Zhang en 1992.
Habita en Asia del Sur.